# 109 г. пр.н.е.
109 (сто и девета) година преди новата ера (пр.н.е.) е година от доюлианския (Помпилийски) римски календар.

## Събития

### В Римската република
- Консули са Квинт Цецилий Метел и Марк Юний Силан. Цензори са Марк Емилий Скавър и Марк Ливий Друз.
- Югуртска война:
  - Авъл Постумий Албин е победен и принуден да се предаде от Югурта при Сутул. Римляните са накарани да минат под ярем и да напуснат Нумидия до 10 дни.[1]
  - По предложение на народния трибун Гай Мамилий Лиметан е създадена комисия, която да разследва воденето на войната и да изправи на съд за предателство виновниците за римските неуспехи. Сред осъдените и изпратени в изгнание са Луций Опимий и Албин.[1]
  - Командване на войната е поверено на Квинт Цецилий Метел, a място сред подчинените му командири намира Гай Марий. Метел води нерешителна кампания и не успява да плени Югурта, не успява да превземе Зама, но успява да предизвика капитулацията на Вага.[1]
  - Към края на годината, по време на фестивал, жителите на Вага избиват войниците от римския гарнизон с изключение на началника му Тит Турпилий Силан. Югурта не успява да се възползва и е изпреварен от Метел, който се завръща в града и нарежда населението му да бъде избито. Турпилий е заподозрян в съучастие с местните жители и екзекутиран.[1]
- Римска войска, предвождана от консула Силан, е разбита от кимврите в Цизалпийска Галия.[1]

### В Азия
- Митридат става цар на Комагена.

## Родени
- Спартак, главен водач на най-голямото робско въстание в историята на Римската република (умрял 71 г. пр.н.е.)[notes 1]
- Гай Марий Младши, римски политик и син на Гай Марий (умрял 82 г. пр.н.е.)

## Починали
- Сам II, цар на Комагена
- Тит Турпилий Силан, римски военачалник

Бележки:
1. ↑  Датата е приблизителна, точната година на раждане на Спартак не е известна.